# 1930年10月7日月食
1930年10月7日月食为一次在协调世界时1930年10月7日出現的月偏食。該次月食半影食分為1.117、全影食分為0.030。偏食維持了21分。

## 概述
這次月食的食分是0.87，偏食維持了21分。

## 基本參數
- 類型：月偏食
- 食甚資料：
  - 日期：1930年10月7日
  - 時間：19:07
  - 月球位置：赤經0.87度、赤緯4.6度
  - 食分：半影食分：1.117、全影食分：0.030
  - 持續時間：偏食21分

## 外部連結
- NASA月食專頁（页面存档备份，存于）（英文）